# 185 v. Chr.
Portal Geschichte | Portal Biografien | Aktuelle Ereignisse | Jahreskalender | Tagesartikel

◄ |
3. Jahrhundert v. Chr. |
2. Jahrhundert v. Chr. |
1. Jahrhundert v. Chr. |
►

◄ | 200er v. Chr. | 190er v. Chr. | 180er v. Chr. | 170er v. Chr. |
160er v. Chr. |
►

◄◄ | ◄ | 188 v. Chr. | 187 v. Chr. | 186 v. Chr. | 185 v. Chr. |
184 v. Chr. |
183 v. Chr. |
182 v. Chr. |
► |
►►
Staatsoberhäupter

## Ereignisse

### Partherreich
- Phriapatios wird als Nachfolger des Arsakes II. Herrscher über das Partherreich.

### Weitere Ereignisse in Asien
- In Indien endet mit einem Staatsstreich die Maurya-Dynastie. General Pushyamitra Shunga tötet den letzten Maurya-Herrscher Brihadratha und erhebt sich selbst zum König. Es begründet damit die Shunga-Dynastie. Pushyamitra Shunga ist Brahmane und soll mehreren Quellen zufolge die Förderung des Buddhismus, der im Maurya-Reich großen Einfluss gewonnen hat, unterdrückt haben.

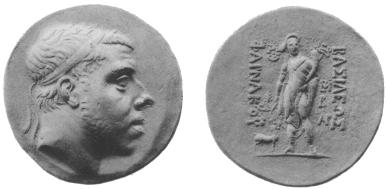
Münze des Pharnakes I.

- um 185 v. Chr.: Pharnakes I. wird Nachfolger seines verstorbenen Vaters Mithridates III. als König von Pontos.

## Geboren
- Publius Cornelius Scipio Aemilianus Africanus, römischer Feldherr († 129 v. Chr.)
- um 185 v. Chr.: Kleopatra II., ägyptische Königin († 116 v. Chr.)

## Gestorben
- um 185 v. Chr.: Mithridates III., König von Pontos